# Habitatge amb tribuna de J. Vilaseca Rivera al carrer Guinedilda
L'Habitatge amb tribuna de J. Vilaseca Rivera al carrer Guinedilda és una obra de Cervera (Segarra) protegida com a Bé Cultural d'Interès Local.

## Descripció
Edifici entre mitgeres situat al carrer Guinedilda, centre del municipi. L'habitatge és de planta rectangular i té una distribució de planta baixa i dos pisos. La coberta és plana i s'aprofita com a terrat. El parament és de carreus regulars i ben escairats disposats a filades. La planta baixa és utilitzada com a comerç i té una gran obertura d'arc pla, ocupant tota l'amplada del pla de façana. Al primer i al segon pis, hi destaca una tribuna de secció quadrangular amb finestrals d'arc pla. Al seu costat, s'hi obren dues finestres ampitadores, d'arc pla i amb barana de ferro forjat. Corona el capcer una balustrada formada per una sèrie de pilars de pedra. Decoren la façana parelles d'orles i volutes.

## Història
Edifici dels anys 40 del segle XX que presenta una tipologia arquitectònica procedent del noucentisme de començaments de segle. En línies generals, l'habitatge és molt similar al del mateix arquitecte, Joaquim Vilaseca Rivera, present a la plaça Sant Miquel.